# 雲丹うに
雲丹 うに（うに うに、1997年2月15日 - ）は日本の女性アイドル、タレント。女性アイドルグループ・Mirror,Mirrorのメンバー。VONOBA所属（エイジアプロモーションと業務提携）。

## 略歴
江戸川学園取手中学校・高等学校を卒業後、一浪して東京大学理科二類に入学。大学2年の時にアイドルコピーダンスのサークル「東大娘。」に入る。
東京大学理学部生物学科を卒業後、東京大学大学院農学生命科学研究科に進学。大学院在学中、友人の中澤莉佳子（現I'mew（あいみゅう））に誘われアイドル活動を始める。最初のグループ（アンアルカ。）は8ヶ月ほどで解散（2020年8月お披露目、同年12月正式デビュー、2021年4月解散）。解散後、Mirror,Mirrorオーディションに参加、2022年1月デビュー。
2021年3月に大学院修士課程を修了。同年4月より大手メガバンクに入社したが8月に退職し、アイドル活動に専念。

## 人物・エピソード
現芸名は、元々「（黒咲）ゆに」という名前で活動していたが、諸事情により使えなくなり、母音が同じ「うに」に。姓は（下が「うに」だから）「雲丹でよくない？」と言われ決定。また本人はウニは苦手としている。

## 出演

### テレビ
- サンデージャポン（2023年5月21日、TBSテレビ）[10]
- モクバラナイト「あの子が仮面をつける夜〜なぜメイクするんですか？〜」（2023年8月18日（17日深夜）、TBSテレビ）
- 呼び出し先生タナカ（2023年10月16日、フジテレビ）
- ネプリーグ（2024年2月5日、フジテレビ）
- 踊る!さんま御殿!!（2024年2月6日、日本テレビ）[11][12]
- クイズ！正解は世界フィギュア（2024年3月10日、フジテレビ）
- プレバト!!（2024年5月9日、毎日放送）

### インターネット番組
- ABEMA的ニュースショー（2023年5月7日、AbemaNews）
- 「ラーメンのお話…ちょっとウチでしていきません？」#74（2024年2月20日、ラーメンWalker YouTubeチャンネル）